# 血璽金刀
《血璽金刀》，是香港無綫電視1991年拍攝的電視連續劇，監製王天林，主要演員有張衛健、鄭伊健、梁小冰、陳慧儀、王偉、林尚武等。

## 故事大綱
南宋末年，俠士張真攜玉璽離京，亡命期間受了重傷，垂危之際遇上避居山野的樵夫凌天生及其妻子柳婉容，張真感天生誠實耿直，乃將玉璽相託。後婉容為天生誕下一子取名為岸楓，可惜好景不常，天生遭婉容之未婚夫所害，婉容為其殉情，臨終前將岸楓交婉容之婢女照顧。 
二十年後，岸楓長大成人，出鎮謀生，並先後認識了喜愛作弄他的刁蠻女楊千千以及用客棧掩飾身份的反元義軍江騰、敖非烟等人。原來義軍混入鎮內主要是為了刺殺蒙古王爺布木耳。
岸楓初暗戀非烟，但非烟的美貌亦引來婉容的父親柳鶴亭的孫柳彥龍的追求，岸楓與彥龍因此事而結下仇怨。二人後來同時加入反元的義軍中，彥龍更憑一副好身手奪得反元義軍的盟主之位。可惜，他因妒忌岸楓及利慾薰心而出賣義軍。此時，玉璽的下落呼之欲出，布木耳與義軍均全力爭奪， 到底抗元大業能否成功？而岸楓與彥龍的恩恩怨怨又如何了斷呢？

## 演員表
- 張衛健 飾 柳彥龍 殺害凌湘兒，阿松，敖廷景，沈珠機，陸披星及一名路人，害死敖非煙及自己的兒子 最後被凌岸楓殺害
- 鄭伊健 飾 凌岸楓
- 梁小冰 飾 楊千千
- 陳慧儀 飾 敖非煙 柳彥龍害死
- 李麗麗 飾 太皇太后
- 劉　江 飾 文天祥 自殺身亡
- 蕭山仁 飾 李良庸
- 呂劍光 飾 劉　堅
- 區　嶽 飾 老　臣
- 曹　濟 飾 老　臣
- 羅樂林 飾 張　真
- 羅國維 飾 伯　顏
- 王　偉 飾 布木耳 利用柳彥龍 殺害柳鶴亭，最後被淩岸楓殺害
- 鮑　方 飾 柳鶴亭
- 駱應鈞 飾 柳戰雨
- 朱瑞棠 飾 楊嘯天
- 程思俊 飾 楊憑虎 殺害月仙，凌廣田，天生
- 劉美娟 飾 柳婉容
- 黃敏儀 飾 月　仙
- 余家倫 飾 凌廣田
- 南　紅 飾 亭　妻
- 劉錫明 飾 天　生
- 曾慧雲 飾 雨　妻
- 夏　萍 飾 慧心道長
- 亦　羚 飾 道　姊
- 羅雪玲 飾 道　姑
- 吳仕德 飾 登徒子
- 黎秀英 飾 村　婦
- 白　蘭 飾 村　婦
- 李耀敬 飾 博爾多
- 千　秋 飾 柳家婢女
- 吳啟明 飾 石　松
- 馬小虎 飾 大胖子
- 何嘉麗 飾 凌湘兒
- 林韋辰 飾 元武官
- 曾健明 飾 小　東
- 沈火新 飾 元　吏
- 孫季卿 飾 村民甲
- 溫雙燕 飾 翠　姨
- 林尚武 飾 江　騰
- 潘文柏 飾 青　蛇
- 李煌生 飾 白　鶴
- 鄧煜榮 飾 米舖老板
- 黃天鐸 飾 厨　師
- 陳　蕊 飾 新　娘
- 楓 飾 布夫人
- 陳勉良 飾 衛士甲/術士甲
- 虞天偉 飾 衛士乙/術士乙
- 凌禮文 飾 大　夫
- 余翠儀 飾 楊婢女
- 關　菁 飾 瘋　子
- 李桂英 飾 小　娟
- 林漪娸 飾 花忘憂
- 祝文君 飾 妓女甲
- 趙學而 飾 妓女乙
- 朱鐵和 飾 敖延景
- 譚兆明 飾 蒙面人/義　軍
- 招偉華 飾 蒙面人/義　軍
- 戴少民 飾 蒙面人/義　軍
- 徐廣林 飾 沈珠機
- 凌　漢 飾 陸披星
- 陳中堅 飾 張立柱
- 郭卓樺 飾 柳家弟子/徒弟丙/亭　徒
- 黃瑋琳 飾 柳家弟子/徒弟乙/亭　徒
- 李海生 飾 柳家弟子/蒙密者
- 林家棟 飾 柳家弟子/徒弟甲/亭　徒
- 游　飈 飾 義　軍
- 甄志強 飾 義軍李
- 何禮男 飾 阿汗尼
- 薛　俊 飾 察差台
- 焦　雄 飾 中　雄/阿　牛
- 麥皓為 飾 李　堂/阿　李
- 方　傑 飾 寨　主
- 馮瑞珍 飾 山寨婦人
- 關子標 飾 蒙古官